# Theo Frenkel jr.
Pour les articles homonymes, voir Frenkel.
Theo Frenkel jr. (né le 1er mars 1893 à Chicago et mort à La Haye le 1er juin 1955) était un acteur néerlandais.
Neveu de Theo Frenkel et petit-fils de Theo Mann-Bouwmeester, il fut marié à l'actrice Lily Bouwmeester, qu'il rencontra au Koninklijke Vereeniging Het Nederlandsch Tooneel. Ils divorcèrent en 1933 mais continuèrent à travailler régulièrement ensemble.
Acteur de théâtre, il fut aussi actif au cinéma.

## Filmographie
- 1913 : Nederland en Oranje
- 1914 : Weergevonden
- 1916 : Levensschaduwen
- 1918 : Op hoop van zegen
- 1921 : Sheer Bluff
- 1939 : Morgen gaat 't beter!